# Asian School of Business
Asian School of Business é uma escola de negócios localizada em Trivandrum, Kerala, na Índia. A escola foi fundada em 2005. 
Seu objetivo é facilitar e promover estudos e pesquisas com foco na educação profissional. O principal programa é chamado de "Diploma de Pós Graduação em Gestão (PGDM)", com foco em áreas emergentes de ensino superior, disciplinas como marketing, finanças, recursos humanos, sistemas e operações, etc. A admissão desses programas é através de um teste de entrada comum seguido por discussão em grupo e entrevista. A "Diploma de Pós-Graduação em Gestão (PGDM)" é aprovado pelo AICTE.